# CM Punk
CM Punk, Philip Brooks, född 26 oktober 1978, är en amerikansk före detta MMA-utövare och nuvarande wrestlingstjärna, som brottas i World Wrestling Entertainment. 
Han var en av Ring of Honors (ROH) största profiler men lämnade ROH sommaren 2005 efter att blivit erbjuden ett utvecklingskontrakt med wrestlinggiganten WWE.
Han är en av de få fribrottare som är straight edge. Han tränades till brottare av Kevin Quinn, Ace Steel och Danny Dominion på wrestlingskolan Steel Domain Wrestling School. Hans karriär började i förbundet IWA-Mid South där han ingick i en grupp av brottare som kallades Goonies där en av hans bästa vänner Colt Cabana även var med.
Förutom Ring of Honor, AEW och WWE av de större förbunden har han dessutom brottats i TNA (Total NonStop Action) men som då 2003 hette NWA/TNA. Den 2 juli 2003 gjorde han sin debut i det förbundet när han förlorade i en Clockwork Orange-match mot Shane Douglas. I TNA var han sedermera med i Tag-teamet The Gathering ihop med Julio Dinero. April 2004 blev det bråk mellan ROH och TNA som CM Punk alternerade mellan. Han valde då ROH samt även Pro Wrestling World-1 och har sedan dess aldrig brottats mer i TNA. I ROH var han ett stort namn och tillhörde den absoluta toppen ihop med Samoa Joe och Homicide. Han blev världsmästare i ROH samt Tag Team-mästare ihop med Colt Cabana två gånger.
Den 7 september 2005 debuterade han för WWE i deras utvecklingsförbund OVW (Ohio Valley Wrestling) där han i debutmatchen bland annat brottades mot Elijah Burke, också han i ECW numera efter förflyttning från Smackdown. Den 24 juni år 2006 debuterade han i ECW på en av deras husgalor medan tv-debuten kom 4 juli. Han mötte och besegrade Stevie Richards.
CM Punk är en av de få brottare som lyckats behålla sin gimmick från de mindre förbunden till WWE. Han tillhör Straight Edge-rörelsen, vilket innebär att han inte nyttjar vare sig alkohol, tobak eller droger och har ett X kryssat på vardera handen.
Hans matcher mot Samoa Joe i ROH är legendariska och kunde vara upp emot en timme. Även i WWE wrestlade han flera matcher med t.ex. match mot John Cena 2011 när CM Punk vann sin första WWE Championshiptitel i sin hemstad Chicago.
Under sin tid i WWE har han hunnit med att både vinna bältet: World Heavyweight Championship ett flertal gånger.
Lördagen den 6 december 2014 blev det officiellt att han ingått ett kontrakt med MMA-organisationen UFC (Ultimate Fighting Championship). 
Han gjorde sin debut i UFC i september 2016, men förlorade dock mot Mickey Gall inom 2 minuter och 14 sekunder i första omgången.
Den 20 augusti 2021 gjorde han sin återkomst till fribrottning efter ett sjuårigt uppehåll, All Elite Wrestling (AEW), i sin hemstad Chicago.
Den 29 maj 2022 vann han AEW:s World Heavyweight Championship från "Hangman" Adam Page, men förlorade bältet den 24 augusti samma år mot Jon Moxley.
I november år 2023 återvände Punk till WWE.

## Bälteshistorik
- IWA Mid-South Heavyweight title
- IWA Mid-South Light Heavyweight title
- Steel Domain Wrestling Northern States Television title
- Mid-American Wrestling Heavyweight title
- IWC Heavyweight title
- MAW (Mid American Wrestling) World Heavyweight title
- ROH Tag Team-titlar med Colt Cabana
- NWA Cyberspace Tag Team-titlar med Julio Dinero som besegrade The Solution (21 maj 2005)
- ROH World Title där han besegrade Austin Aries (18 juni 2005)
- OVW (Ohio Valley Wrestling) Television title där han besegrade Ken Doane (9 november 2005)
- OVW (Ohio Valley Wrestling) Heavyweight title där han besegrade Brent Albright (3 maj 2006)
- OVW (Ohio Valley Wrestling) Tag Team-titlar med Seth Skyfire som besegrade Shad Gaspard & Neighborhoodie (28 juli 2006)
- ECW (Extreme Championship Wrestling) Championship
- WWE (World Wrestling Entertainment) World Tag-Team Championship med Kofi Kingston
- WWE (World Wrestling Entertainment) Intercontinental Championship
- WWE (World Wrestling Entertainment) World Heavyweight Championship
- WWE (World Wrestling Entertainment) WWE Championship
- WWE (World Wrestling Entertainment) WWE Championship LONGEST IN CHAMPION IN 25 YEARS
- AEW (All Elite Wrestling) AEW World Heavyweight Championship

## Avslutare (finisher)
- Pepsi Plunge (ROH)
- Shining Wizard (OVW/ROH)
- Anaconda Vise (ROH/WWE)
- GTS/Go To Sleep (WWE)